# Caligula (film)
Caligula je italsko-americké historicko-erotické filmové drama z roku 1979 režiséra Tinto Brasse s Malcolmem McDowellem v hlavní roli. Film pojednává o vzestupu a pádu římského císaře Caliguly.

## Popis
Jde o jeden z nejkontroverznějších a nejotevřenějších historických hraných filmů v celé historii kinematografie 20. století, který byl některými herci i diváky považován za snímek otevřeně pornografický pro své otevřeně znázorněné sexuální scény. Původní scénář napsal Gore Vidal a doplňkové sexuální scény pak natáčel Giancarlo Lui a zakladatel časopisu Penthouse Bob Guccione.
Z důvodů otevřeně znázorněného sexu byl původní film několikrát sestříhán a existuje v několika různých kratších verzích. Také někteří významní herci posléze odmítli být s tímto filmem spojováni a jejich jméno nebylo uvedeno ani ve filmových titulcích.
Film nicméně velice dobře vystihl dusivou náladu neustálého strachu, neomezené krutosti, incestního i jiného sexu, bezprecedentního násilí, která v té době panovala nejen na Caligulově panovnickém dvoře ale v celém tehdejším Římě.[zdroj?]

## Hrají
- Malcolm McDowell – Caligula
- John Gielgud – senátor Nerva (syn Marca Cocceia Nervy)
- Peter O'Toole – Tiberius
- Helen Mirren – Caesonia
- Teresa Ann Savoy – Drusilla
- John Steiner – Longinus
- Guido Mannari – Macro
- Paolo Bonacelli – Cassius Chaerea
- Leopoldo Trieste – Charicles
- Giancarlo Badessi – Claudius
- Mirella D'Angelo – Julia Livilla
- Adriana Asti – Ennia
- Bruno Brive – Tiberius Gemellus
- Lori Wagner – Agrippina
- Anneka Di Lorenzo – Messalina
- Pino Ammendola – voják